# Palazzo Arrigoni Caragiani

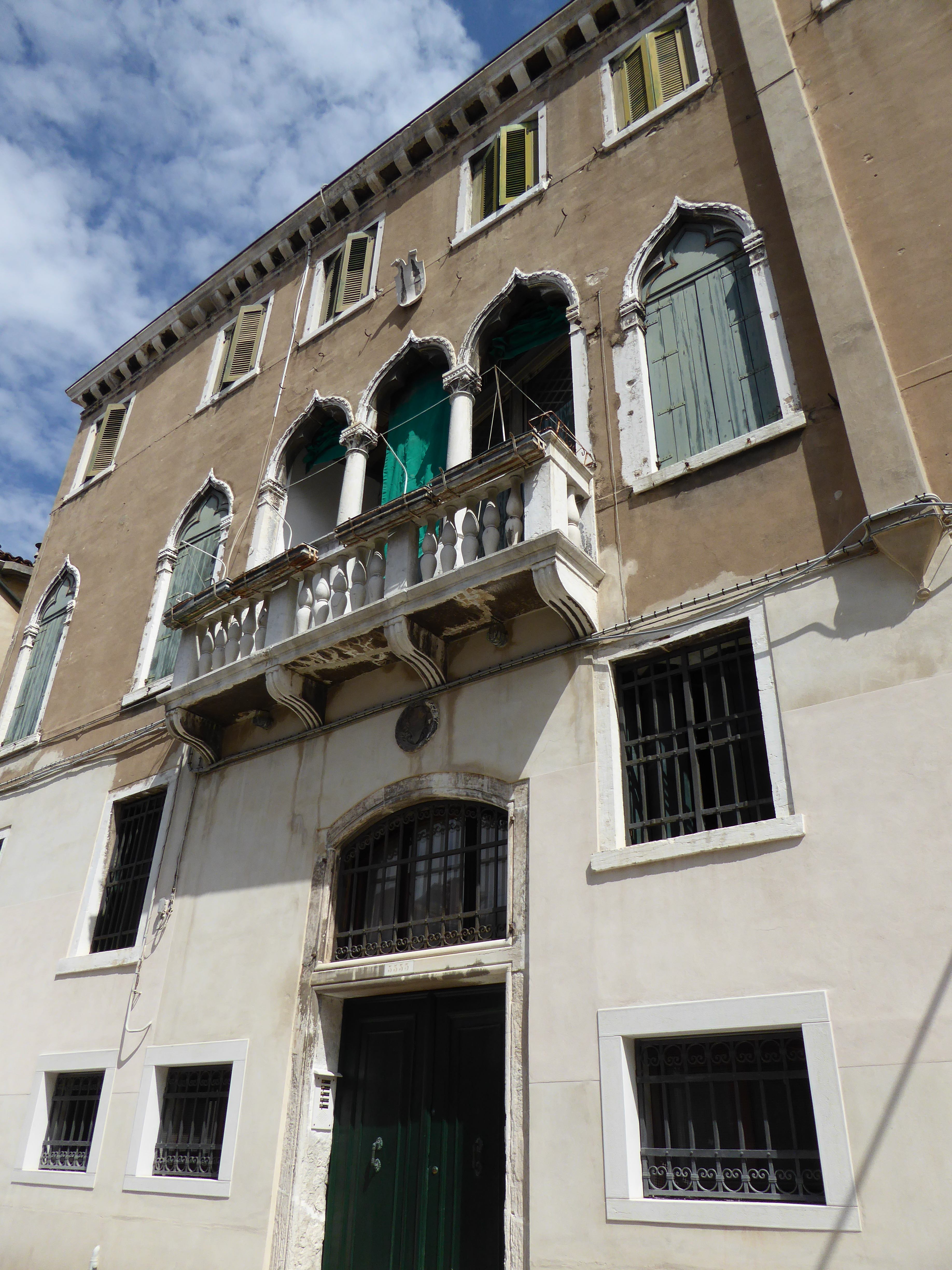
Palazzo Arrigoni (Linker Palast)

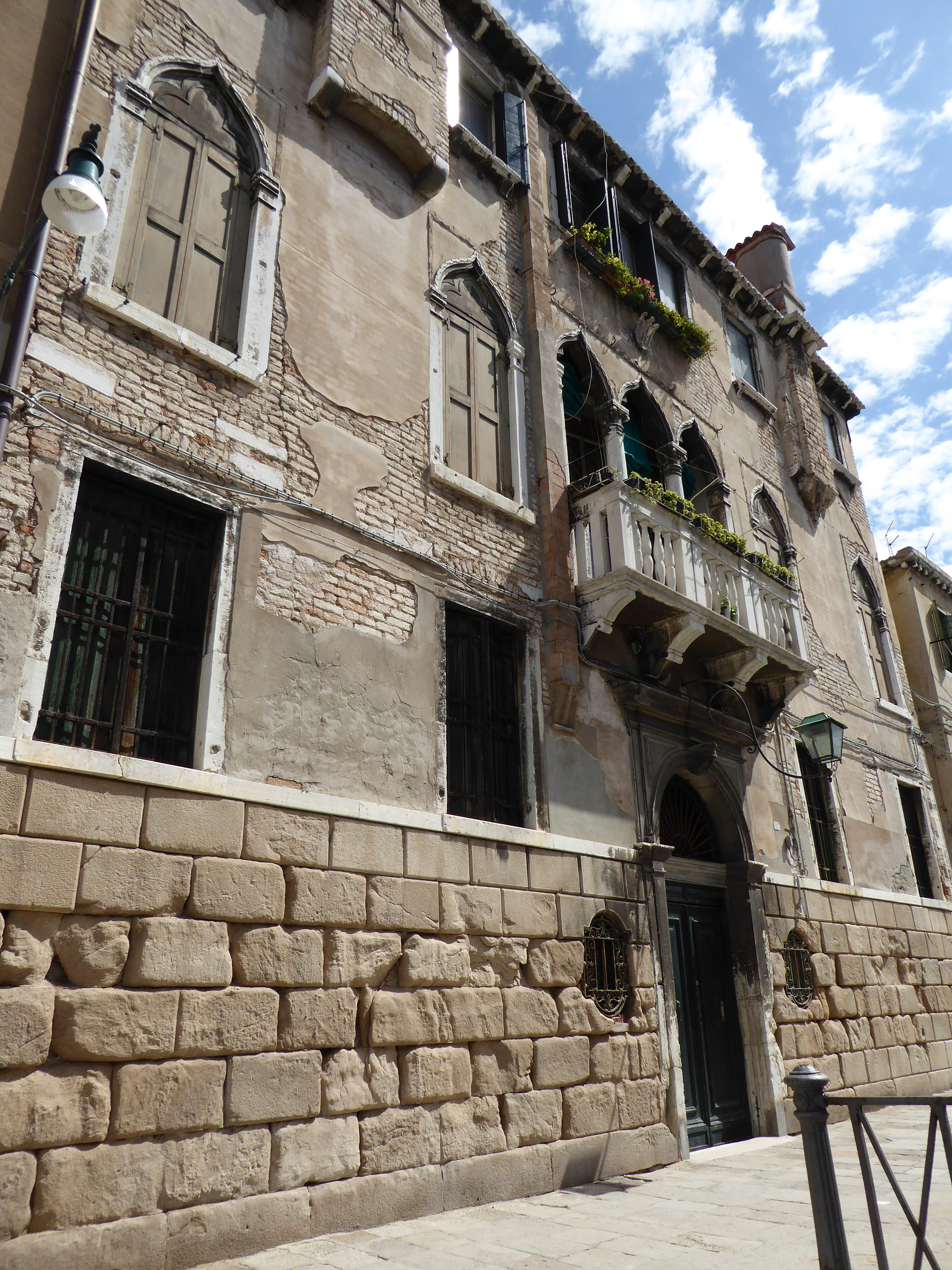
Palazzo Carigiani (Rechter Palast)

Palazzo Arrigoni Caragiani ist ein Palast in Venedig in der italienischen Region Venetien. Er liegt im Sestiere Cannaregio mit Blick auf den Rio della Sensa.

## Geschichte
Der Palazzo Arrigono Caragiani besteht aus zwei gotischen Palästen aus dem 15. Jahrhundert. Beide Paläste befanden sich Anfang der 2000er-Jahre in schlechtem Erhaltungszustand. Der linke Palast (Palazzo Arrigoni) wurde 2009 restauriert. Der rechte (Palazzo Caragiani) ist bis heute unverändert.

## Beschreibung
Beide Paläste haben Grundrisse in U-Form und sehr tiefe Korridore und Räume, die die Fassaden in einem Winkel von etwa 70° treffen. Beide Fassaden zeigen je ein Erdgeschoss mit darüber liegendem Zwischengeschoss, ein Hauptgeschoss und ein Zwischengeschoss unter dem Dach. Hinter beiden Palästen liegen Gärten.

### Palazzo Arrigoni
Der linke Palast hat ein Tor zur Fondamenta della Sensa, das aus der Mittelachse nach rechts verschoben ist. Flankiert wird es von drei kleinen, quadratischen Fenstern auf der linken Seite und zwei auf der rechten. Das Oberlicht des Tores, versehen mit einem Korbbogen zieht sich in Zwischengeschoss, wo es von zwei Paaren kleiner, rechteckiger Fenster flankiert ist. Erd- und Zwischengeschoss wurden bei der Restaurierung in istrischem Kalkstein verkleidet. Das Hauptgeschoss zeigt ein Dreifach-Kielbogenfenster mit hervorstehendem Balkon, flankiert von zwei Paaren einzelner, etwas kleinerer Fenster gleicher Bauart. Im Zwischengeschoss unter dem Dach sind sechs kleine, rechteckige Fenster unter einer gezahnten Dachtraufe angebracht. Die Fassade im Hauptgeschoss und zweiten Obergeschoss ist verputzt und braun gestrichen.

### Palazzo Caragiani
Im Erdgeschoss, das mit Bossenwerk verkleidet ist, liegt in der Mitte ein Portal mit Rundbogen, dessen Oberlicht sich bis ins Zwischengeschoss zieht. Dort ist es von zwei Paaren rechteckiger Fenster eingerahmt. Die Dekorationen in diesem Zwischengeschoss sind das Werk von Giovanni Domenico Tiepolo. Im Hauptgeschoss liegt in der Mitte ein größeres Dreifach-Kielbogenfenster mit Balkon, flankiert von zwei Paaren einzelner Kielbogenfenster gleicher Größe. Das Zwischengeschoss unter dem Dach hat ebenfalls ein Dreifachfenster in der Mitte, allerdings sind diese rechteckig. Zwei Paare gleichartiger Einzelfenster rahmen es ein.